# Ubezpieczenie (wojsko)
Ubezpieczenie – ochrona wojsk przed niespodziewanym uderzeniem przeciwnika oraz działaniem jego naziemnego rozpoznania. To także siły i środki przeznaczone do ubezpieczenia wojsk. Stosują je wszystkie rodzaje wojsk i sił zbrojnych podczas działań bojowych.

## Charakterystyka ubezpieczenia
Ubezpieczenie jest elementem zabezpieczenia bojowego. Organizuje się je w celu niedopuszczenia do przeniknięcia elementów rozpoznania przeciwnika we własne ugrupowanie, uniemożliwienia jego napadu na oddziały wojsk własnych oraz zapewnienia wojskom dogodnych warunków przygotowania i prowadzenia walki oraz odpoczynku.
W zależności od charakteru wykonywanych zadań pododdziały ubezpieczają się: w walce - ubezpieczeniem bojowym, w marszu - marszowym, w rejonach ześrodkowania (wyjściowym, odpoczynku) – postoju. Ponadto we wszystkich sytuacjach organizuje się ubezpieczenie bezpośrednie. Ilość sił i środków wydzielonych do ubezpieczenia zależy od stopnia zagrożenia ze strony przeciwnika, warunków meteorologicznych oraz pory doby.

## Ubezpieczenie bojowe
Ubezpieczenie bojowe ochroni wojska przed niespodziewanym napadem naziemnym przeciwnika, przenikaniem jego elementów rozpoznania do rejonu działania oraz zmusza przeciwnika do wcześniejszego rozwinięcia sił głównych. Wysyła się je zazwyczaj na odległość nie przekraczającą zasięgu ognia środków strzelających na wprost.
Zadania ubezpieczeń bojowych
- utrzymanie lub nawiązanie utraconego kontaktu ogniowego z przeciwnikiem
- umożliwienie ubezpieczonym wojskom przyjęcia odpowiedniego ugrupowania i dokonanie manewru siłami i środkami
- bezpośrednia ochrona wojsk w przerwach w walce, w czasie przegrupowań, luzowania lub wyjścia z walki
- mylenie przeciwnika co do ilości sił, kierunku działania i zamiaru

Elementy ubezpieczenia bojowego
- Pas przesłaniania
- pozycja przednia
- bojowy patrol rozpoznawczy

## Ubezpieczenie marszowe
Ubezpieczenie marszowe chroni wojska w czasie przemarszu. Zapewnienia im czas i dogodne warunki rozwinięcia się i podjęcia walki. Ubezpieczenia marszowe z oddziału wysyła się na odległość nie przekraczającą pół godziny marszu. Organizuje się je w czasie przemarszów wojsk, gdy istnieje groźba zetknięcia się z przeciwnikiem.  Dzieli się je na ubezpieczenia czołowe (awangardy, szpice czołowe), ubezpieczenia boczne (szpice boczne) i ubezpieczenia tylne (ariergardy, szpice tylne).
Cele ubezpieczenia marszowego
- zabezpieczenie wojsk przed niespodziewanym napadem przeciwnika oraz uprzedzenie niebezpieczeństwie napadu
- zapewnienie wojskom ciągłości marszu; wiązanie działaniami atakujących grup przeciwnika; uniemożliwienie przeciwnikowi prowadzenia rozpoznania;
- zwalczanie na drogach marszu drobnych grup przeciwnika, zwłaszcza jego grup dywersyjno rozpoznawczych

Elementy ubezpieczenia marszowego
- w marszu dofrontowym:
  - awangarda
  - szpica czołowa
  - patrol czołowy
  - wóz patrolowy
  - szperacze
- w marszu odfrontowym:
  - ariergarda
  - szpica tylna
  - patrol tylny
  - wóz patrolowy tylny

## Ubezpieczenie postoju
Ubezpieczenie postoju  organizuje się w celu uniemożliwienia przeciwnikowi penetracji rejonów rozmieszczenia wojsk oraz dokonania niespodziewanego napadu, a w wypadku napadu, zatrzymania przeciwnika do czasu rozwinięcia się wojsk ubezpieczanych. W zależności od sytuacji wysyła się je na odległość gwarantującą zatrzymanie przeciwnika na czas niezbędny do reakcji ubezpieczanych wojsk. 
Elementami ubezpieczenia postoju są: 
- oddział czat
- czata
- czujka
- placówka

## Ubezpieczenie bezpośrednie
Ubezpieczenie bezpośrednie organizuje się w każdych warunkach dla własnej ochrony przed niespodziewanym napadem przeciwnika. Wszystkie elementy ubezpieczeń bezpośrednich ściąga się do macierzystych pododdziałów w wypadku wykonania bezpośredniego uderzenia przez przeciwnika naziemnego na siły ubezpieczane. Dalsze zadania ich siły wykonują w składach pododdziałów. Wykonywanie zadań przez ubezpieczenie bezpośrednie przerywa się przed wyprowadzeniem sił głównych z zajmowanego rejonu.
W rejonie postoju są to:
- dyżurna służba ochronno-obronna
- dyżurne środki ogniowe
- dyżurne wozy bojowe
- posterunki ochronno-obronne
- wartownicy przy wozach bojowych

poza rejonem:
- czujki (podsłuchy)
- patrole piesze
- placówki
- wozy patrolowe